# 李存礼
李存礼（？—？），应州人，后唐太祖李克用之子，生母不详，后唐庄宗李存勗之弟。
同光三年（925年）十二月辛亥，诏封薛王。同光四年（926年）四月，郭从谦兵变，杀害庄宗，李克用的养子明宗李嗣源即位。李存礼与因为中风得病、半身不遂居住在晋阳的李存美不知所终。《十国春秋·李崇礼传》称庄宗弟薛王李崇礼在郭从谦之乱后隐姓埋名避难，因欣赏闽国延平镇的山水而住下，结庐坑口，尽出私财赈济贫乏。后来病危，将封诰给人看，人们才知道他的来历。李崇礼或即李存礼。

## 延伸阅读
[在维基数据编辑]
 《舊五代史·卷51》，出自薛居正《舊五代史》